# Volrad von der Lancken (ämbetsman)
Volrad Eggert von der Lancken, född den 20 juni 1876 i Kristianstad, död den 28 november 1940 i Linköping, var en svensk ämbetsman. Han var son till Ehrenfried von der Lancken.

## Biografi
von der Lancken avlade juris utriusque kandidatexamen vid Uppsala universitet 1899. Han blev  extra länsnotarie i Värmlands län 1903, andre länsnotarie där 1909, länsnotarie i Hallands län 1910, länsassessor där 1918 och landssekreterare i Östergötlands län 1919. von der Lancken var auditör vid Värmlands regemente 1907–1910. Han blev riddare av Nordstjärneorden 1925 och kommendör av andra klassen av samma orden 1934. von der Lancken vilar på Västra griftegården i Linköping.